# Ернест Марсден
Сер Ернест Марсден (англ. Sir Ernest Marsden; 1889–1970) — новозеландський фізик.
Працював в Манчестерському університеті в 1911–1914 рр. під керівництвом Е.Резерфорда. 1914 р. переїхав до Нової Зеландії, де був (до 1922 р.) професором Веллінгтонського університету, в 1926–1954 рр. працював у Департаменті наукових і промислових досліджень.
Роботи з вивчення радіоактивності, розсіювання альфа-частинок, трансмутації елементів, виміру природної радіації довкілля, зокрема радіоактивності земних порід, ґрунту, планктону тощо.
Спільно з Г.Гейгером в 1909–1910 рр. виконав експериментальне дослідження проходження альфа-частинок через тонкі пластинки із золота й інших металів, встановивши, що деяка незначна частина альфа-частинок розсіюється на значні кути (більш як 90°). Результати цих дослідів привели Резерфорда до створення планетарної моделі атома.
Член Королівського товариства Нової Зеландії (у 1947 р. — президент). Член Лондонського королівського товариства (1946). 1971 р.